# Чеширский полк
Чеширский полк (англ. Cheshire Regiment) — пехотный полк Британской армии, состоявший в дивизии Принца Уэльского. Образован в 1689 году как 22-й пехотный полк (англ. 22nd Regiment of Foot) по распоряжению герцога Норфолкского, существовал независимо более 300 лет. В 1881 году преобразован в Чеширский полк после присоединения добровольческих стрелковых частей и отрядов ополчения Чешира. 1 сентября 2007 года Чеширский полк прекратил своё существование после объединения с Вустерширским и шервудским егерским полком и Стаффордширским полком: был образован Мерсийский полк, в котором традиции Чеширского полка продолжил 1-й батальон.

## История

### Ранние войны

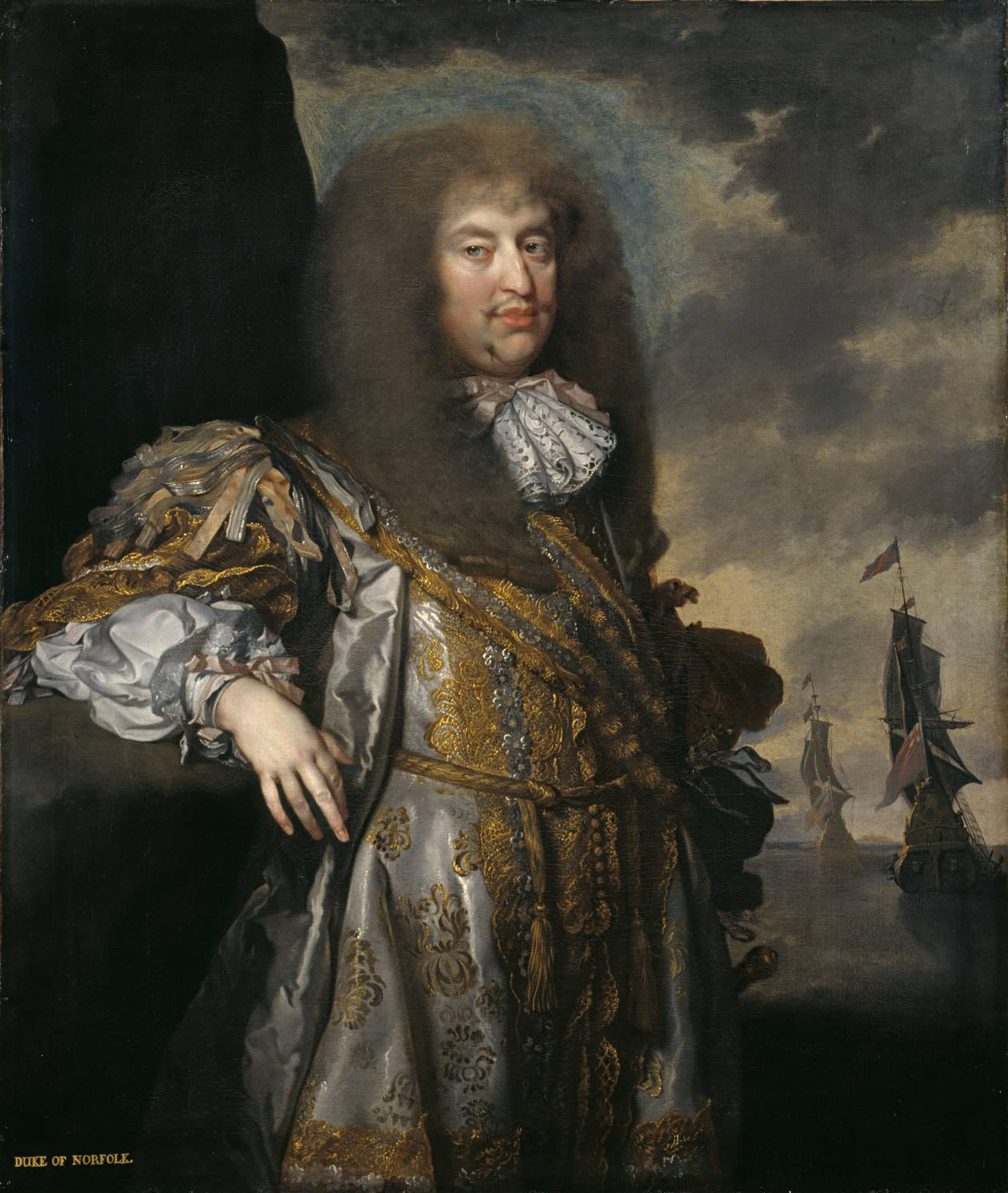
Генри Ховард, герцог Норфолкский, основатель полка

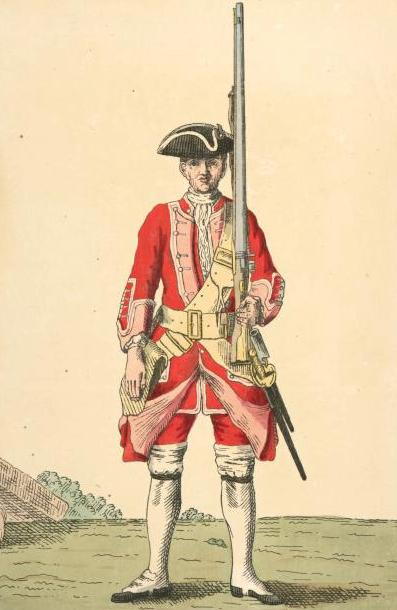
Солдат 22-го пехотного полка, 1742 год

После Славной революции 1688 года и изгнания Якова II герцог Норфолский Генри Ховард созвал по поручению новых властей в Честере пехотный полк. Опыт войн трёх королевств показывал, что постоянная армия создаёт угрозы личным свободам и обществу как таковому. До середины XVIII века полки принадлежали исключительно их командирам, меняли имена в зависимости от того, какому командиру служили, и быстро расформировывались. В сентябре 1689 года сэр Генри Беласис, произведённый в полковники, возглавил собственный полк — Пехотный полк Беласиса (англ. Belasyse's Regiment of Foot), который отправился в Ирландию в составе объединённых англо-голландских сил под командованием Фридриха фон Шомберга. В октябре 1689 года провели смотр полка в Дандолке, по итогам которого выяснилось, что в полку едва хватает толковых офицеров и нет дисциплины, однако Беласис пообещал всё исправить. Во время Вильямитской войны в Ирландии полк участвовал в трёх сражениях: битве на реке Бойн, битве при Охриме и осаде Лимерика, положившей конец войне. Полк был направлен во Фландрию в октябре, где провоевал всю оставшуюся часть Девятилетней войны, приняв участие в битве при Ландене в 1693 году и осаде Намюра в 1695 году. После того, как в 1697 году был подписан Рейсвейкский мирный договор, партия тори, составлявшая большинство в английском парламенте, объявила о сокращении расходов на войска. К 1699 году английская армия насчитывала не более 7 тысяч человек. Однако при этом у англичан, ирландцев и шотландцев были свои парламенты и собственные территории, на которых действовали только собственные законы: полк Беласиса был переведён на ирландские земли и тем самым избежал расформирования.
Начало в 1701 году войны за испанское наследство застало полк на Ямайке, печально известной своими эпидемиями. Сэр Генри Беласис передал командование полком Уильяму Селвину. Полк служил 12 лет в Вест-Индии; в апреле 1702 года, спустя некоторое время после своего прибытия, Селвин скоропостижно скончался, и его должность командира полка и губернатора Ямайки занял Томас Хандасид. После возвращения Томаса в Англию командиром полка стал его сын Роджер, служивший до 1730 года. В 1726 году полк был отправлен в Менорку, где базировался на протяжении 22 лет, хотя один из его отрядов в июне 1743 года участвовал в битве при Деттингене во время войны за австрийское наследство. В 1751 году полк получил 22-й номер, в 1758 году осадил и взял Луисбург во Французской Канаде, в сентябре 1759 года в составе войск под командованием генерала Джеймса Вольфа разбил французов при Квебеке. Дважды отмечен воинскими почестями за участие во вторжении на Мартинику и осаде Гаваны в 1762 году.

### Американская революция
В 1775 году полк был направлен в Северную Америку для борьбы против поднявших бунт колонистов. Полком командовал подполковник Джеймс Аберкромби, который выступил по приказу генерала Томаса Гейджа и прибыл в Бостон незадолго до начала битвы при Банкер-Хилле, в которой погиб. Полк отступил из Бостона в Галифакс и затем участвовал в кампании в Нью-Йорке и Нью-Джерси 1776 года. Роты полка участвовали в августе 1778 года в сражении за Род-Айленд, а затем вернулись в Нью-Йорк. Полк оставался в Нью-Йорке до конца войны. Хотя наименование графства Чешир в полку присутствовало с 1772 года, формально 22-м Чеширским пехотным полком он стал в 1782 году. В сентябре 1793 года направлен в Вест-Индию, участвовал в экспедициях на Мартинику, Сент-Люсию, Гваделупу и Сан-Доминго. В январе 1800 года полк отправился в Южную Африку, а затем прибыл в Индию. В 1805 году он участвовал в штурме Бхаратпура, в котором понёс большие потери; в 1810 году оккупировал Маврикий.

### Викторианская эпоха

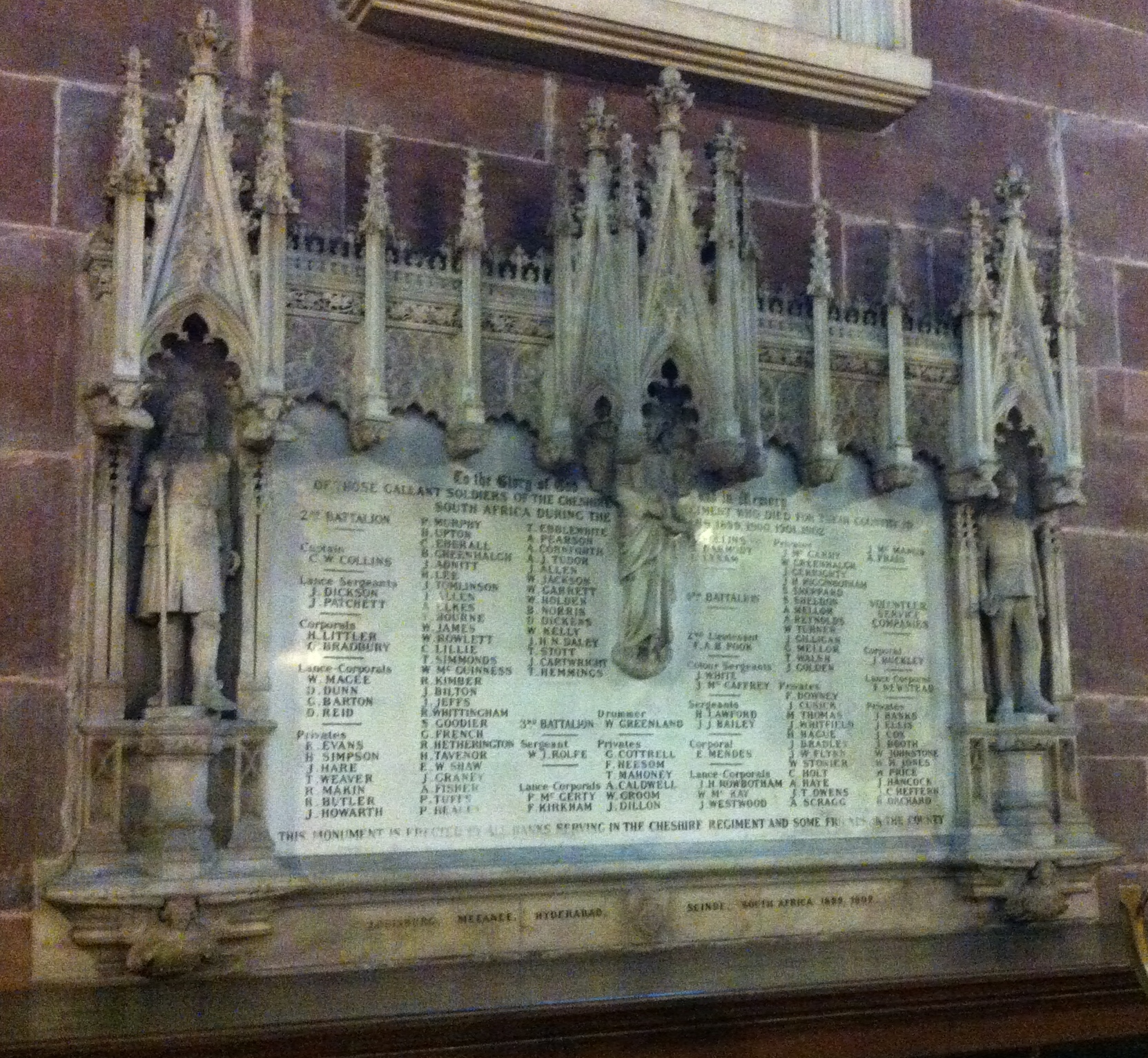
Мемориальная доска в Честерском соборе с именами солдат полка, погибших в Южной Африке

В 1843 года за время своей службы в Индии 22-й Чеширский полк участвовал в сражениях за Миани (февраль), за Хайдарабад (март) и завоевании Синда (лето 1843 года). В 1873 году базой полка стал Честерский замок, согласно результатам реформ Кордуэлла, а в 1881 году был утверждён состав полка в виде двух батальонов по итогам реформ Чайлдерса. С 1 июля 1881 года полк назывался Чеширским полком без номера; более того, в Чешире отныне базировались 1-й королевский Чеширский лёгкий пехотный батальон ополчения, 2-й королевский Чеширский батальон ополчения, 1-й Чеширский добровольческий стрелковый батальон, 2-й Чеширский графа Честерского добровольческий стрелковый батальон, 3-й Чеширский добровольческий стрелковый батальон, 4-й Чеширский и Дербиширский добровольческий стрелковый батальон и 5-й Чеширский добровольческий стрелковый батальон.
Оба батальона полка несли службу в 1887—1891 годах в Бирме, причём 2-й батальон участвовал в 1900—1902 годах в войне против буров. 376 солдат и офицеров 2-го батальона вернулись домой в октябре 1902 года и были размещены в казармах Олдершот. 3-й батальон ополчения также участвовал в боевых действиях, до победы дожили 450 человек его личного состава, вернувшиеся в сентябре 1902 года. В 1908 году после преобразования добровольческих частей в Территориальные силы и ополчения в Особый резерв соответственно в распоряжении полка оказались 3-й резервный батальон и четыре территориальных батальона: 4-й (Грандж-Роуд-Вест, Биркенхед), 5-й (Волантир-стрит, Честер), 6-й (Стокпортская оружейная) и 7-й (Бридж-стрит, Макклсфилд).

### Первая мировая война

Солдаты роты A 11-го батальона Чеширского полка в окопах у дороги Альбер — Бопом в Овильер-ла-Буассель, июль 1916 года, битва на Сомме

#### Регулярные войска
1-й батальон высадился в Гавре в составе 15-й пехотной бригады 5-й пехотной дивизии в августе 1914 года для участия в боях на Западном фронте. В 1914 году 1-й батальон участвовал в следующих сражениях: при Монсе (август), на Марне и на Эне (сентябрь), сражениях при Ла Бассее, при Мессине и первой битве при Ипре (октябрь).
Согласно одной из легенд, 23 августа 1914 года, во время битвы при Монсе солдаты Чеширского полка и других полков наблюдали появление и исчезновение странных человеческих фигур, которые окрестили «ангелами Монса» или «Монскими ангелами»; одним из солдат, якобы дававших под присягой подобные показания, был рядовой 1-го батальона Чеширского полка Роберт Кливэл. Однако первоисточником этой легенды является писатель Артур Мэкен — эта легенда представляет собой вольное переложение его рассказа «Лучники» о Первой мировой войне, в котором фигуры описывались как силуэты лучников-участников битвы при Азенкуре, при их виде которых британцы ободрились и оттеснили немцев. Позже эту легенду перерабатывали и приукрашивали столькими подробностями, что сам автор в августе 1915 года вынужден был издать книгу, в которой заявил о выдуманности описанных им событий, что убедило далеко не всех.
В апреле 1915 года батальон участвовал во второй битве при Ипре и сражении за высоту 60 у Ипра, в апреле 1917 года — при Аррасе, в июле 1917 года — при Пашендейле, в апреле 1918 года — на Лисе, а в конце того же года — в прорыве линии Гинденбурга и наступлении в Пикардии. 2-й батальон в декабре 1914 года отплыл из Индии и высадился в Гавре в составе 84-й пехотной бригады 28-й пехотной дивизии в январе 1915 года для участия в боях на Западном фронте. В октябре 1915 года отправился в Египет, а оттуда в Салоники.

#### Территориальные силы
1/4-й батальон высадился в Галлиполи в составе 159-й Чеширской пехотной бригады 53-й Валлийской пехотной дивизии в августе 1915 года. В декабре 1915 года этот батальон был эвакуирован в Египет, откуда в мае 1918 года отправился во Францию для участия в боях на Западном фронте. По данным историков, во 2/4-м батальоне Королевского Норфолкского полка, участвовавшего в Галлиполийской кампании, служили несколько чеширцев, которые 12 августе 1915 года участвовали в неудачной атаке на высоту 60 и, по всей видимости, были жестоко убиты в турецком плену. В ноябре 1914 года на Западный фронт прибыли дополнительно 1/6-й и 1/7-й батальоны 15-й пехотной бригады 5-й пехотной дивизии, а в феврале 1915 года к ним присоединился 1/5-й батальон графа Честерского из 14-й пехотной бригады той же 5-й пехотной дивизии.

#### Новая армия
8-й (служебный) батальон высадился в Галлиполи в составе 40-й пехотной бригады 13-й пехотной дивизии в июне 1915 года, а после эвакуации в Египет в январе 1916 года отправился в Месопотамию через месяц. 9-й (служебный) батальон прибыл в Булонь-сюр-Мер в составе 58-й пехотной бригады 19-й пехотной дивизии в июле 1915 года для участия в боях на Западном фронте; в сентябре того же года туда же прибыли 10-й и 11-й (служебные) батальоны 75-й пехотной бригады 25-й пехотной дивизии, 12-й (служебный) батальон 66-й пехотной бригады 22-й пехотной дивизии (в ноябре 1915 года отправился в Салоники) и 13-й (служебный) батальон в составе 74-й пехотной бригады 25-й пехотной дивизии. 15-й (1-й Биркенхедский) и 16-й (2-й Биркенхедский) батальоны высадились в Гавре в составе 105-й пехотной бригады 35-й пехотной дивизии в январе 1916 года.

### Вторая мировая война

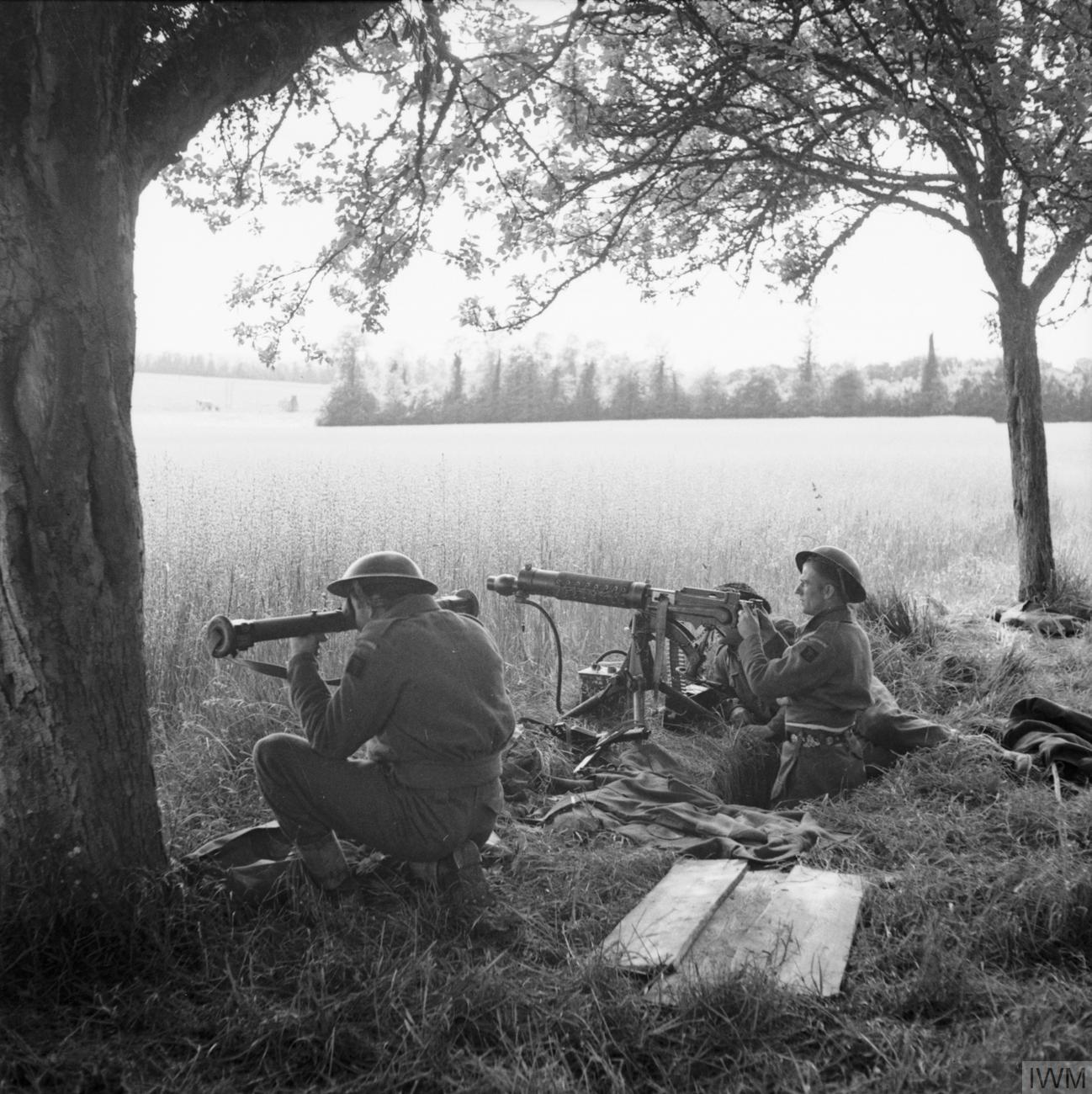
Пулемётные расчёты «Виккерсов» из роты B 2-го батальона Чеширского полка. 13 июня 1944 года, Одрё, Франция

Во время Второй мировой войны 2-й батальон Чеширского полка участвовал в обороне Франции от вермахта в составе Британских экспедиционных сил, в том числе в битве за Дюнкерк и последующей эвакуации. 1-й батальон участвовал в боях под Тобруком в Северной Африке и затем в марте 1945 года переправился через Рейн. 2-й батальон позже участвовал в Нормандской операции в составе 50-й Нортумбрийской пехотной дивизии, а 6-й и 7-й батальоны участвовали в Итальянской кампании. В частности, 6-й батальон во время боёв в Северной Африке сражался в составе 44-й пехотной дивизии «Домашних графств» и 56-й Лондонской пехотной дивизии; 5-й батальон нёс службу на территории Великобритании и предоставлял пулемётную поддержку личным составам 38-й резервной, 53-й Валлийской и 80-й резервной пехотным дивизиям.

### Послевоенные годы

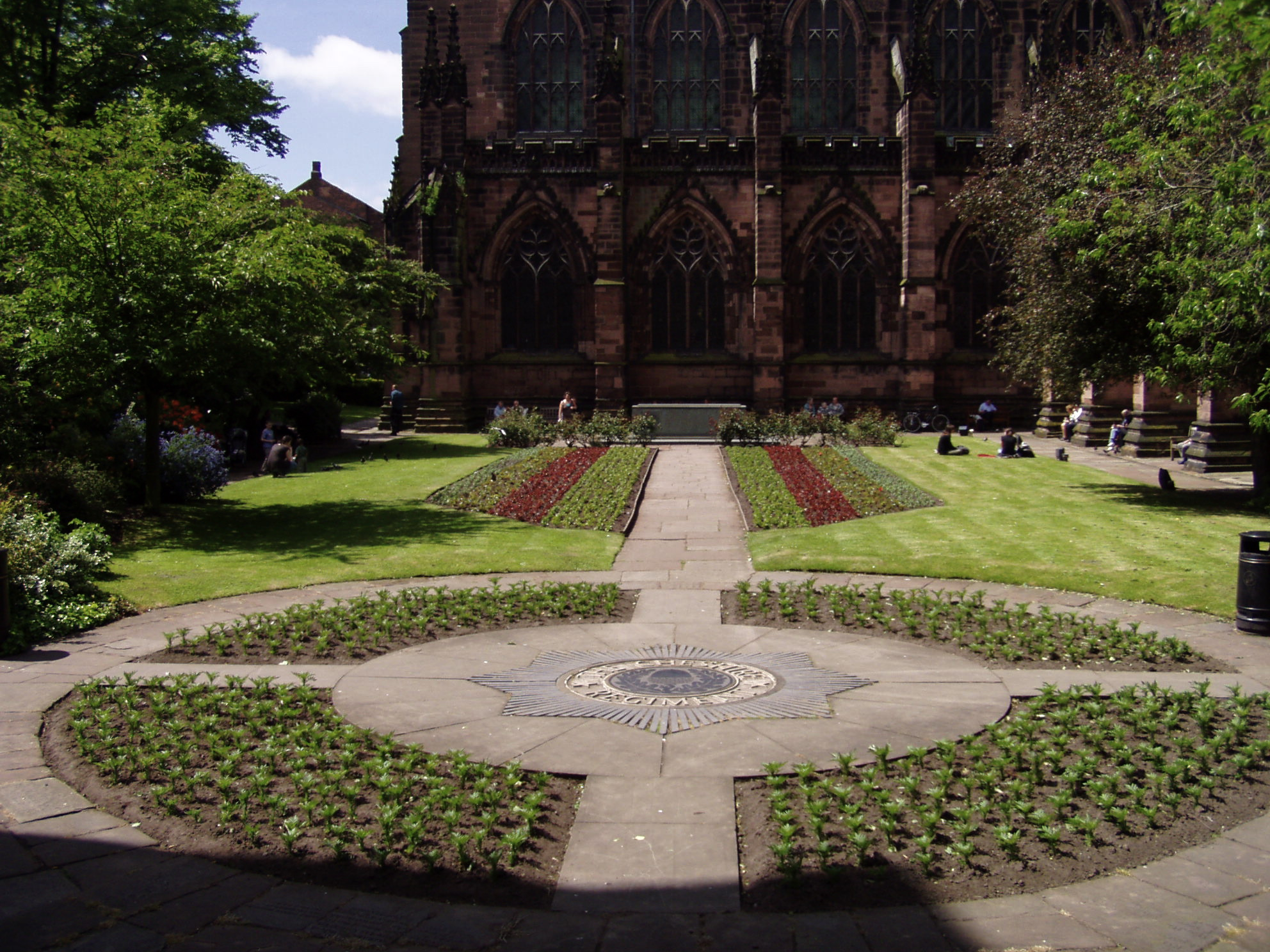
Памятник погибшим в обеих мировых войнах солдатам полка, Честерский собор

После войны 1-й и 2-й батальон в 1948 году были объединены. Полк нёс службу на Кипре и в Египте в 1951 году и в Малайской Федерации в 1957 году. В 1960 году переведён в казармы Аберкорн в Бэлликинлере, в 1962 году — в казармы Буллер в Мюнстере. С октября 1964 по апрель 1965 года нёс службу на Кипре под командованием сил ООН. В 1966 году на полгода перебрался из Нетерэйвона в Уилтшир, а затем в Уорминстер как парадная часть. В 1968 году переведён в казармы Уитон, около 9 месяцев нёс службу в Бахрейне, а после начала конфликта в Северной Ирландии отправлен в Лондондерри в 1970 году. С декабря 1970 года нёс службу в Берлине на протяжении двух лет, затем вернулся в Уитон, продолжая нести службу в разных уголках Великобритании в 1970-е годы.
В 1977 году полк перебазировался в казармы Елизаветы в Миндене. В 1978 году командиром полка был назначен Майк Доунси, а через год полк отправился в военный лагерь Тидуорт. В 1980 и 1982 годах штабом полка были казармы Шеклтон в Бэлликелли. Служба в Бэлликелли обернулась трагедией, когда 6 декабря 1982 года в ночном клубе «Дроппин-Уэлл» взорвалась бомба, установленная боевиками ИНОА: погибли 8 солдат Чеширского полка. В 1986—1988 годах полк обеспечивал общественную безопасность, когда его база находилась в казармах Кэтерэм, а в 1988 году перебрался в казармы Дейл в Честере.
В 1991 году полк был отправлен в казармы Сент-Барбара в Фаллингбостеле. Он стал первым механизированным отрядом, участвовавшим в операции «Крюк-1» (англ. Grapple 1) на территории Боснии и Герцеговины — в составе 7-й бронетанковой бригады миротворческих сил ООН для поддержания порядка в Югославии в 1992 году. В 1993—1996 годах базировался в казармах Окингтон, затем вернулся в казармы Шеклтон. В 1998 году направлен в казармы Бичли, в 2000 году — в кантонмент Декелия. В 2002 году в лагере Булфорд вернулся в казармы Киви, участвовал в 2004 году в операции «Телик 4» в составе группы британских войск в Ираке, прежде чем вернуться в 2005 году в казармы Аберкорн.

### Объединение
До 2004 года Чеширский полк был одним из пяти полков линейной пехоты, не объединявшихся с какими-либо полками — помимо Чеширского полка, таковыми были Зелёные ховардцы, Королевские шотландцы, Королевские уэльские фузилёры и Личные Его Величества шотландские пограничники. В 2004 году в силу вступила программа «Обеспечение безопасности в меняющемся мире», в рамках которой было объявлено о грядущем объединении Чеширского полка со Стаффордширским полком и с Вустерширским и шервудским егерским полком, по итогам которого в августе 2007 года появился Мерсийский полк. Традиции и воинские почести Чеширского полка в нём сохранил 1-й батальон.

## Символы полка
Эмблемой полка и его кокардой была восьмиконечная звезда с жёлудем в центре. Одно из прозвищ — «Молниеотводы» (англ. Lightning Conductors) — полк получил после того, как в 1899 году в нескольких из его солдат попала молния.

## Полковой музей
Чеширский военный музей, в котором хранятся регалии полка и некоторые экспонаты из его истории, находится в Честерском замке.

## Дружественные подразделения
- Канада: 2-й батальон Новошотландского полка горцев (мыс Бретон)[англ.]
- Индия: 5-й Напьерский батальон полка Раджпутанских стрелков[англ.]
- ВМС Великобритании: HMS Albion (L14)

## Воинские почести
По британским традициям, воинские почести присваиваются тем частям, которые проявили себя в различных боях, и представляют собой нанесение символического названия сражения на штандарт полка. Чеширскому полку присвоены следующие почести:
- Louisburg, Martinique 1762, Havannah, Meeanee, Hyderabad, Scinde, South Africa 1900-02
- The Great War (38 battalions): Mons, Le Cateau, Retreat from Mons, Marne 1914, 18, Aisne 1914, 18, La Bassee 1914, Armentieres 1914, Ypres 1914 '15 '17 '18, Nonne Bosschen, Gravenstafel, St. Julien, Frezenberg, Bellewaarde, Loos, Somme 1916 '18, Albert 1916 '18, Bazentin, Delville Wood, Pozieres, Guillemont, Flers-Courcelette, Morval, Thiepval, Le Transloy, Ancre Heights, Ancre 1916, Arras 1917 '18, Vimy 1917, Scarpe 1917 '18, Oppy, Messines 1917 '18, Pilckem, Langemarck 1917, Menin Road, Polygon Wood, Broodseinde, Poelcappelle, Passchendaele, Cambrai 1917 '18, St Quentin, Bapaume 1918, Rosieres, Lys, Estaires, Hazebrouck, Bailleul, Kemmel, Scherpenberg, Soissonais-Ourcq, Hindenburg Line, Canal du Nord, Courtrai, Selle, Valenciennes, Sambre, France and Flanders 1914-18, Italy 1917-18, Struma, Doiran 1917 '18, Macedonia 1915-18, Suvla, Sari Bair, Landing at Suvla, Scimitar Hill, Gallipoli 1915, Egypt 1915-17, Gaza, El Mughar, Jerusalem, Jericho, Tell 'Asur, Palestine 1917-18, Tigris 1916, Kut al Amara 1917, Bagdad, Mesopotamia 1916-18
- The Second World War: Dyle, Withdrawal to Escaut, St Omer-La Bassée, Wormhoudt, Cassel, Dunkirk 1940, Normandy Landing, Mont Pincon, St. Pierre La Vielle, Gheel, Nederrijn, Aam, Aller, North-West Europe 1940, '44-45, Sidi Barrani, Capture of Tobruk, Gazala, Mersa Matruh, Defence of Alamein Line, Deir el Shein, El Alamein, Mareth, Wadi Zeuss East, Wadi Zigzaou, Akarit, Wadi Akarit East, Enfidaville, North Africa 1940-43, Landing in Sicily, Primosole Bridge, Simeto Bridgehead, Sicily 1943, Sangro, Salerno, Santa Lucia, Battipaglia, Volturno Crossing, Monte Maro, Teano, Monte Camino, Garigliano Crossing, Minturno, Damiano, Anzio, Rome, Gothic Line, Coriano, Gemmano Ridge, Savignano, Senio Floodbank, Rimini Line, Ceriano Ridge, Valli di Comacchio, Italy 1943-45, Malta 1941-42
- 4th Battalion: South Africa 1901-02
- 5th, 6th Battalions: South Africa 1900-02

## Кавалеры креста Виктории
- Второй лейтенант Хью Колвин[англ.] (20 сентября 1917)
- Рядовой Томас Альфред Джонс[англ.] (25 сентября 1916)

## Командиры полка
Ниже представлены все командиры полка с 1689 по 2007 годы.

### По именам командиров
- 1689: полковник Генри Говард, 7-й герцог Норфолк
- 1689—1701: генерал-лейтенант сэр Генри Беласис[англ.]
- 1701—1702: генерал-майор Уильям Селвин[англ.]
- 1702—1712: генерал-майор Томас Хандасид[англ.]
- 1712—1730: генерал-лейтенант Роджер Хандасид[англ.]
- 1730—1734: генерал-лейтенант Уильям Баррелл[англ.]
- 1734—1737: генерал достопочтенный Джеймс Сент-Клер[англ.]
- 1737—1738: генерал-майор Джон Мойл[англ.]
- 1738—1741: бригадный генерал Томас Пэджет[англ.]
- 1741—1757: генерал-майор Ричард О’Фаррелл[англ.]

### 22-й пехотный полк
- 1757—1762: генерал-майор Эдвард Уитмор[англ.]
- 1762—1782: генерал достопочтенный Томас Гейдж

### 22-й Чеширский пехотный полк
- 1782—1791: генерал-лейтенант Чарльз О’Хара[англ.]
- 1791—1795: генерал Дэвид Дандас
- 1795—1798: генерал-майор Уильям Кросби[англ.]
- 1798—1806: генерал-лейтенант Джон Грейвс Симко
- 1806—1809: генерал сэр Джеймс Генри Крейг
- 1809—1843: генерал достопочтенный Эдвард Финч[англ.]
- 1843—1853: генерал-лейтенант сэр Чарльз Джеймс Нейпир
- 1853—1860: генерал-лейтенант сэр Уильям Френсис Патрик Нейпир
- 1860—1872: генерал сэр Джон Лайсат Пеннфазер
- 1872—1873: генерал-лейтенант Джордж Томас Конолли Нейпир
- 1873—1886: генерал сэр Тревор Чут[англ.]

### Чеширский полк
- 1886—1888: генерал Фредерик Дарли Джордж (англ. Frederick Darley George)
- 1888—1894: генерал сэр Уильям Монтегю Скотт Макмёрдо[англ.]
- 1894—1909: генерал Дэвид Андерсон[англ.]
- 1909—1911: генерал-лейтенант сэр Чарльз Такер[англ.]
- 1911—1914: генерал-майор Уильям Генри Ролстон (англ. William Henry Ralston)
- 1914—1928: генерал-майор сэр Эдвард Ричи Коритон Грэм (англ. Edward Ritchie Coryton Graham)
- 1928—1930: генерал-лейтенант сэр Уоррен Гастингс Андерсон (англ. Warren Hastings Anderson)
- 1930—1947: полковник Артур Крукенден (англ. Arthur Crookenden)
- 1947—1950: бригадир Джеффри Паркер Хардинг (англ. Geoffrey Parker Harding)
- 1950—1955: генерал-лейтенант Артур Эрнест Персиваль
- 1955—1962: генерал-майор Томас Броди[англ.]
- 1962—1968: генерал сэр Чарльз Генри Пепайс Харингтон[англ.]
- 1968—1971: генерал-лейтенант сэр Нейпир Крукеден[англ.]
- 1971—1978: генерал-майор Питер Лоуренс де Картерет Мартин (англ. Peter Lawrence de Carteret Martin)
- 1978—1985: бригадир Майкл Дональд Кин Доунси[англ.]
- 1985—1992: бригадир Уильям Кит Ллойд Проссер (англ. William Keith Lloyd Prosser)
- 1992—1999: бригадир Альфред Джеймс Макгрегор Персиваль (англ. Alfred James MacGregor Percival)
- 1999—2006: генерал-майор Кит Скемптон (англ. Keith Skempton)
- 2006—2007: полковник Эндрю Ричард Даруэн Шарп (англ. Andrew Richard Darwen Sharpe)

## Полк в культуре
Поэт Фрэнк Лоуренс Лукас в 1935 году написал стихотворение «Моритури — Август 1915, на пути из Морланкура» (англ. Morituri - August 1915, on the road from Morlancourt), которое было посвящено ночной встрече между рекрутами Чеширского полка по пути к Сомме и новой бригады королевского западнокентского полка. Стихотворение заканчивается следующими строками

Прозвучал шёпот: «Чеширцы». Невидимое на нашем устланном листьями пути,
Их веселье насмехалось над нашей осторожностью, пока не настала тишина,
И глубоко в промокшем лесу мы добрались до нашего бивуака.
Но всё ещё, когда сотрясаются надгробья и настаёт темнота,
Через года я слышу — слабый, призрачный, далёкий —
Тот отзвук смеха чеширцев, сквозь темноту к Брею.
Оригинальный текст (англ.)
A whisper came – "The Cheshires". Unseen on our leaf-hung track,
Their gay mirth mocked our caution, till the stillness flooded back
And deep in the sodden woodland we crept to our bivouack.
But still when grave heads are shaken and sombre seems the day,
Beyond the years I hear it – faint, phantom, far away –
That lilt of the Cheshires laughing, down through the dark to Bray.